# Saint-André-et-Appelles
Saint-André-et-Appelles település Franciaországban, Gironde megyében. Lakosainak száma 670 fő (2022. január 1.). Saint-André-et-Appelles Port-Sainte-Foy-et-Ponchapt, Eynesse, Les Lèves-et-Thoumeyragues, Pineuilh, La Roquille és Saint-Quentin-de-Caplong községekkel határos.

## Népesség
A település népessége az elmúlt években az alábbi módon változott:
| Lakosok száma | 532  | 607  | 667  | 676  | 722  | 710  | 686  | 675  | 669  | 670  |
|               | 1968 | 1982 | 1990 | 2006 | 2013 | 2015 | 2017 | 2019 | 2020 | 2022 |